# Finestra de l'habitatge al carrer del Peix, 9 (Santa Maria de Palautordera)
La Finestra de l'habitatge al carrer del Peix, 9 és una obra del gòtic-renaixement de Santa Maria de Palautordera (Vallès Oriental) protegida com a Bé Cultural d'Interès Local.

## Descripció
L'únic element destacable de l'edificació és una finestra de pedra picada, amb llinda plana i permòdols a la línia de les impostes. La finestra té una forma estranya, donat que al brancal dret es troba afectat per la façana de la casa veïna. Això ens podria indicar que l'element es troba localitzat al seu lloc originari, a la façana est de la casa i que el brancal dret de l'element es va perdre i ha estat restituït per a la conservació integra de l'element. Es troba enreixada.